# Abus Vallis
Abus Vallis és una formació geològica de tipus vallis a la superfície de Mart, localitzada amb el sistema de coordenades planetocèntriques a -5.02 ° latitud N i 212.84 ° longitud E, que fa 60.99 km de diàmetre. El nom va ser aprovat per la UAI l'any 1985 i fa referència a una característica d'albedo.